# Laila Rouass
Laila Abdesselam Rouass (Londres, Reino Unido; 22 de junio de 1971) es una actriz británica, más conocida por haber interpretado a Amber Gates en la serie Footballers' Wives y a Sahira Shah en la serie Holby City.

## Biografía
Sus padres son marroquíes; tiene cinco hermanas y un hermano, y es prima del actor Rachid Sabitri.
Es muy buena amiga de la actriz Zöe Lucker.
En 1990 se casó con Abdeslam Rouass, en la Tower Hamlets en Londres; sin embargo la pareja se divorció en 2003. 
En 2005 comenzó a salir con el millonario empresario y dueño de "The Accessory People", Nasa Khan, con quien tiene una hija, Inez (febrero de 2007). La pareja se separó en 2009. 
En 2010 comenzó a salir con James "Jocky" Petrie, jefe del departamento de alimentos en Heston Blumenthal; después de un año la relación terminó en agosto de 2011.
En 2012 comenzó a salir con el jugador profesional de snooker Ronnie O'Sullivan, con quien se comprometió en febrero de 2013.

## Carrera
Mientras se encontraba viviendo en la India, participó en películas como Split Wide Open y Senso unico, donde interpretó a Yasmine.
En 2000 interpretó a Amy en la polémica película Bawandar. En 2002 obtuvo un pequeño papel en la película The Four Feathers, donde dio vida a Maya. En 2004 se unió al elenco principal de la serie Footballers' Wives, donde interpretó a la actriz de Bollywood Amber Gates hasta la temporada final de la serie en 2006. En 2005 interpretó a Tania en el drama de la BBC, Life Isn't All Ha Ha Hee Hee. En 2009 concursó en la séptima temporada del programa de baile Strictly Come Dancing; su pareja fue el bailarín profesional Anton Du Beke, con quien quedó en cuarto lugar. Ese mismo año interpretó a la egiptóloga Sarah Page en la tercera temporada de la serie de ciencia ficción Primeval; dejó la serie cuando la ubicación de esta se cambió a Dublín, diciendo que como madre soltera le sería difícil cuidar a su hija Inez e ir a trabajar.
En 2010 interpretó brevemente a Tia Karim en la serie The Sarah Jane Adventures. Ese mismo año se unió como personaje recurrente de la novena temporada de la exitosa serie británica Spooks, donde interpretó a la doctora Maya Lahan. Su última aparición fue en el último episodio de la temporada. En la primavera del mismo año, anunció que haría una película sobre Leila Khaled, una terrorista quien dirigió el secuestro de un vuelo desde Roma a Atenas en 1969. En 2011 se unió al elenco principal de la serie británica Holby City, donde interpretó a Sahira Shah hasta el 17 de abril de 2012.
 Se anunció que dejaría la serie en 2012; su última aparición fue el 17 de abril de 2012. Ese mismo año interpretó a Fialla en la película Conan el Bárbaro. Desde 2011 es una de las presentadoras del programa The TV Book Club.

## Filmografía

### Series de televisión
| Año             | Título                       | Personaje                  | Notas                            |
| --------------- | ---------------------------- | -------------------------- | -------------------------------- |
| 2018            | Safe                         | Lauren Marshall            | 6 episodios                      |
| 2016 - presente | Stella                       | Maria                      | 3 episodios                      |
| 2015 - presente | The Royals                   | Rani, vice primer ministro | 5 episodios                      |
| 2014            | Midsomer Murders             | Stephanie King             | episodio "The Flying Club"       |
| 2011 - 2012     | Holby City                   | Dra. Sahira Shah           | 50 episodios                     |
| 2011            | Sadie J                      | Maddy                      | episodio "Robobootylicious"      |
| 2010            | Spooks                       | Dra. Maya Lahan            | 7 episodios                      |
| 2010            | The Sarah Jane Adventures    | Tia Karim                  | 2 episodios                      |
| 2009            | Primeval                     | Sarah Page                 | 10 episodios                     |
| 2006            | Casualty                     | Gina Marshall              | episodio "All Through the Night" |
| 2004 - 2006     | Footballers' Wives           | Amber Gates                | 22 episodios                     |
| 2005            | Footballers Wive$: Overtime  | Amber Gates                | 3 episodios                      |
| 2005            | Meet the Magoons             | Anita                      | episodio "Stairway to Havan"     |
| 2005            | Life Isn't All Ha Ha Hee Hee | Tania                      | -                                |
| 2004            | I Dream                      | Lollie Das                 | episodio "Toone in Love"         |
| 2003            | Hollyoaks                    | Dale Jackson               | -                                |
| 2002            | Comedy Lab                   | -                          | episodio "Meet the Magoons"      |
| 2001            | Family Affairs               | Tanya Ayuba                | 2 episodios                      |

### Películas
| Año  | Título            | Personaje | Notas                                        |
| ---- | ----------------- | --------- | -------------------------------------------- |
| 2011 | Conan el Bárbaro  | Fialla    | junto a Rachel Nichols y Rose McGowan        |
| 2008 | Apron Strings     | Anita     | junto a Scott Wills                          |
| 2008 | Freebird          | Lucinda   | junto a Phil Daniels                         |
| 2007 | Shoot on Sight    | Ruby Kaur | junto a Om Puri, Mikaal Zulfikar y Brian Cox |
| 2003 | Two Minutes       | Sonita    | corto - junto a Chris Ryman y Manjinder Virk |
| 2002 | Las cuatro plumas | Maya      | junto a Kate Hudson                          |
| 2000 | Bawandar          | Amy       | junto a Rahul Khanna y Nandita Das           |
| 1999 | Split Wide Open   | Nandita   | junto a Rahul Bose                           |
| 1999 | Senso Unico       | Yasmine   | junto a Lothaire Bluteau                     |

### Apariciones
| Año             | Programa                            | Notas                       |
| --------------- | ----------------------------------- | --------------------------- |
| 2011 - presente | The Channel 4 TV Book Club          | presentadora                |
| 2010            | Angela and Friends                  | amiga                       |
| 2009            | Strictly Come Dancing: It Takes Two | 9 episodios                 |
| 2009            | Breakfast                           | episodio del 8 de diciembre |
| 2009            | Strictly Come Dancing               | 15 episodios - participante |
| 1999            | Late Night                          | presentadora                |
| 1999            | Style Police                        | presentadora                |
| 1999            | The Juice                           | presentadora                |

### Video musical
| Año | Video        | Notas                |
| --- | ------------ | -------------------- |
| -   | Colour Blind | apareció en el video |

## Premios y nominaciones
| Año  | Categoría                 | Premio                    | Serie      | Resultado |
| ---- | ------------------------- | ------------------------- | ---------- | --------- |
| 2011 | Drama Performance: Female | National Television Award | Holby City | Nominada  |